# Gilău (okręg Kluż)
Gilău – wieś w Rumunii, w okręgu Kluż, w gminie Gârbău. W 2011 roku liczyła 6464 mieszkańców.